# 山瀬功治
山瀬 功治（やませ こうじ、1981年9月22日 - ）は、北海道札幌市南区出身 の元プロサッカー選手。元日本代表。現役時代のポジションはミッドフィールダー。

## 来歴
小学校時代はSSS札幌サッカースクールに所属し、同級生に赤井秀一と畠山昌人がいる。SSS札幌で頭角を現したのち、中学時代には単身ブラジルへサッカー留学をする。その後、北海高校へ進学した。1学年後輩には北野貴之がいる。1999年には強化指定選手としてコンサドーレ札幌に登録された（トップでの試合出場はなし）。
2000年、札幌に入団。同年、北海高校から系列の北海学園大学経済学部に進学。二足の草鞋を履く生活。2000年3月にはユース代表に初選出される。5月4日の湘南ベルマーレ戦でプロ初出場、Vゴールを決める。J1に昇格した2001年には主力として24試合に出場しチームのJ1残留に貢献、Jリーグ新人王に輝いた。2002年にはチーム史上日本人として初めて背番号10を背負い副主将に任命されるも、シーズン途中に右膝靭帯断裂の重傷を負う。
2003年、浦和レッドダイヤモンズに移籍。チームをナビスコ杯優勝に導く。
2004年、アテネオリンピック最終予選に出場するが本大会には落選。クラブでは初のハットトリックを達成するなど活躍するも、今度は左膝靭帯断裂の重傷を負う。
2005年には札幌時代の恩師である岡田武史が指揮を執る横浜F・マリノスに移籍した。しかし、今度はヘルニアに悩まされる事となり、コンディションが完全に戻ったのは2006年シーズンの中盤以降となった。
2006年8月5日、キリンチャレンジカップのトリニダード・トバゴ代表戦の追加メンバーとして初めてA代表に招集され、8月9日に初出場。
2007年シーズンには横浜FMの副主将に任命され、8月22日に約1年ぶりの代表復帰となったカメルーン代表戦で代表初得点（A代表通算900得点目）を挙げ、J1リーグ戦で自身初の2桁得点を挙げた。
2008年にはコンスタントに代表に招集されるようになった。とりわけボスニア・ヘルツェゴビナ戦では2ゴール1アシストを記録し横浜FMの同僚である中澤佑二とともに恩師岡田監督を盛り立てた。第4節のFC東京、第6節の柏レイソル戦でキレを見せるが、5月ごろから右踵を痛めチームも失速。第24節ヴィッセル神戸戦で右足首を捻挫してからは出場機会が激減した。
2010年に代表復帰を果たしたが、11月28日にクラブから戦力外通告を受けたと自身のブログで発表した。
2010年12月25日、川崎フロンターレへの移籍が発表された。契約期間は2011年2月1日～2013年1月31日の2年間である。
2013年、京都サンガF.C.へ完全移籍。2014年に主将を務めた。
2015年12月、ホリプロからよしもとクリエイティブ・エージェンシーにマネージメント先を変更した。
2016年シーズンは、チーム最多の7得点を挙げたが、シーズン終了後に契約満了により京都を退団した。
2017年シーズンよりアビスパ福岡へ完全移籍。
3月12日の第3節で昨年まで所属した京都を相手に移籍後初得点を奪い、三浦知良に並ぶ18年連続ゴール記録を樹立。2018年シーズン終了後、契約満了により退団。
2019年2月5日、愛媛FCに加入することが発表された。5月4日の大宮アルディージャ戦で得点を奪い、19年連続得点を達成。山瀬が日本サッカー史上単独トップとなった。
2020年9月2日、J2FC町田ゼルビア戦で、J1G大阪の遠藤保仁に次ぐJリーグ21年連続ゴールを達成。（途中でJ1からJ2とカテゴリーが異なるため、Jリーグ公式記録上は連続していない。）
2021年10月16日、第34節のFC琉球戦にてゴールを挙げ、連続ゴール記録を22年に伸ばした。12月、愛媛FCを契約満了により退団した。
2022年1月7日、レノファ山口FCへの完全移籍が発表された。2月27日、第2節のブラウブリッツ秋田戦にて移籍後初ゴールを挙げ、Jリーグ23年連続ゴールを達成した。
2023年3月19日、第5節のツエーゲン金沢戦でゴールを挙げ、24年連続ゴールを達成した。またJ2リーグでは三浦知良、遠藤保仁に次ぐ歴代3番目の年長得点者となった。
2024年シーズンは、河野孝汰とともにキャプテンに就任したが、出場機会が得られない状態が続いた。同年11月17日、レノファ山口FCは同年シーズンをもって契約満了を発表した。最終的には、リーグ戦は2試合0得点でプロになって初めてのゴールがないシーズンとなった。また、24年連続ゴールの記録もここで途切れることとなった。
2025年2月27日、現役引退が発表され、第3節の北海道コンサドーレ札幌戦後に引退セレモニーが行われた。2025年5月23日、レノファ山口FCの「クラブ・コミュニティ・コネクター」（クラブアンバサダー）に就任することが発表された。

## 私生活
- 元サッカー選手の山瀬幸宏は弟。父はサラエボ冬季五輪にバイアスロンで出場した山瀬功。妻は料理研究家の山瀬理恵子。
- 札幌時代、ルーキーイヤーでの活躍が認められ、カウントダウンサッポロ2001にゲスト出演。大泉洋、鈴井貴之ら出演者や観客らとともに、テーマソングであった坂本サトル「明日の色」の大合唱に参加。
- 自身のブログでは主に食事関係の話題が多い。イチゴが好物。反対にキュウリが苦手。
- 天野貴史によれば「山瀬さんは何をやるにもマジメ。その一方で弟共々ゲーム、漫画が趣味」らしい[20]。
- 元韓国代表の朴智星から、サッカーセンスを大変に評価をされていた選手のひとりで、彼のインタビューの中では山瀬を気遣うコメントが多い。吉崎エイジーニョ著
- 福岡移籍が決まったのは始動日の前日であり、京都から自家用車で9時間かけて新チームに合流した[21]。

## 所属クラブ
- 札幌SSSジュニア
- 札幌SSSジュニアユース
- 1997年 - 1999年 北海高校
  - 1999年  コンサドーレ札幌 (強化指定選手)
- 2000年 - 2002年  コンサドーレ札幌
- 2003年 - 2004年  浦和レッドダイヤモンズ
- 2005年 - 2010年  横浜F・マリノス
- 2011年 - 2012年  川崎フロンターレ
- 2013年 - 2016年  京都サンガF.C.
- 2017年 - 2018年  アビスパ福岡
- 2019年 - 2021年  愛媛FC
- 2022年 - 2024年  レノファ山口FC

## 個人成績
| 国内大会個人成績 | 国内大会個人成績 | 国内大会個人成績 | 国内大会個人成績 | 国内大会個人成績 | 国内大会個人成績 | 国内大会個人成績 | 国内大会個人成績 | 国内大会個人成績 | 国内大会個人成績 | 国内大会個人成績 | 国内大会個人成績 |
| 年度             | クラブ           | 背番号           | リーグ           | リーグ戦         | リーグ戦         | リーグ杯         | リーグ杯         | オープン杯       | オープン杯       | 期間通算         | 期間通算         |
| 年度             | クラブ           | 背番号           | リーグ           | 出場             | 得点             | 出場             | 得点             | 出場             | 得点             | 出場             | 得点             |
| 日本             | 日本             | 日本             | 日本             | リーグ戦         | リーグ戦         | リーグ杯         | リーグ杯         | 天皇杯           | 天皇杯           | 期間通算         | 期間通算         |
| ---------------- | ---------------- | ---------------- | ---------------- | ---------------- | ---------------- | ---------------- | ---------------- | ---------------- | ---------------- | ---------------- | ---------------- |
| 2000             | 札幌             | 28               | J2               | 14               | 2                | 1                | 0                | 3                | 0                | 18               | 2                |
| 2001             | 札幌             | 18               | J1               | 24               | 3                | 0                | 0                | 1                | 0                | 25               | 3                |
| 2002             | 札幌             | 10               | J1               | 14               | 4                | 2                | 0                | 0                | 0                | 16               | 4                |
| 2003             | 浦和             | 8                | J1               | 24               | 6                | 6                | 2                | 1                | 0                | 31               | 8                |
| 2004             | 浦和             | 8                | J1               | 18               | 5                | 7                | 2                | 0                | 0                | 25               | 7                |
| 2005             | 横浜FM           | 10               | J1               | 19               | 1                | 4                | 0                | 0                | 0                | 23               | 1                |
| 2006             | 横浜FM           | 10               | J1               | 20               | 6                | 1                | 0                | 3                | 0                | 24               | 6                |
| 2007             | 横浜FM           | 10               | J1               | 32               | 11               | 10               | 3                | 2                | 0                | 44               | 14               |
| 2008             | 横浜FM           | 10               | J1               | 25               | 4                | 3                | 0                | 1                | 0                | 29               | 4                |
| 2009             | 横浜FM           | 10               | J1               | 28               | 5                | 9                | 5                | 2                | 1                | 39               | 11               |
| 2010             | 横浜FM           | 10               | J1               | 33               | 5                | 6                | 1                | 3                | 2                | 42               | 8                |
| 2011             | 川崎             | 13               | J1               | 34               | 6                | 4                | 2                | 3                | 0                | 41               | 8                |
| 2012             | 川崎             | 13               | J1               | 17               | 2                | 2                | 0                | 2                | 2                | 21               | 4                |
| 2013             | 京都             | 14               | J2               | 33               | 8                | -                | -                | 2                | 0                | 35               | 8                |
| 2014             | 京都             | 14               | J2               | 38               | 3                | -                | -                | 2                | 1                | 40               | 4                |
| 2015             | 京都             | 14               | J2               | 23               | 1                | -                | -                | 0                | 0                | 23               | 1                |
| 2016             | 京都             | 14               | J2               | 34               | 7                | -                | -                | 1                | 1                | 35               | 8                |
| 2017             | 福岡             | 33               | J2               | 40               | 6                | -                | -                | 0                | 0                | 40               | 6                |
| 2018             | 福岡             | 33               | J2               | 29               | 1                | -                | -                | 2                | 0                | 31               | 1                |
| 2019             | 愛媛             | 33               | J2               | 38               | 4                | -                | -                | 0                | 0                | 38               | 4                |
| 2020             | 愛媛             | 33               | J2               | 32               | 1                | -                | -                | -                | -                | 32               | 1                |
| 2021             | 愛媛             | 33               | J2               | 27               | 1                | -                | -                | 1                | 0                | 28               | 1                |
| 2022             | 山口             | 33               | J2               | 34               | 2                | -                | -                | 0                | 0                | 34               | 2                |
| 2023             | 山口             | 33               | J2               | 14               | 1                | -                | -                | -                | -                | 14               | 1                |
| 2024             | 山口             | 33               | J2               | 2                | 0                | 1                | 0                | 3                | 0                | 6                | 0                |
| 通算             | 日本             | 日本             | J1               | 288              | 58               | 54               | 15               | 18               | 5                | 360              | 78               |
| 通算             | 日本             | 日本             | J2               | 358              | 37               | 3                | 0                | 22               | 2                | 382              | 39               |
| 総通算           | 総通算           | 総通算           | 総通算           | 646              | 95               | 56               | 15               | 40               | 7                | 742              | 117              |

- 1999年は強化指定選手としての試合出場は無し。

その他公式戦
- 2013年
  - J1昇格プレーオフ 2試合0得点
- 2016年
  - J1昇格プレーオフ 1試合0得点
- 2017年
  - J1昇格プレーオフ 2試合1得点
- 2000年5月4日 - プロ初出場・初得点 (Jリーグ) - 湘南ベルマーレ戦 (札幌厚別)

## 代表歴
- 2006年8月9日 - A代表初出場 (キリンチャレンジカップ) -  トリニダード・トバゴ代表戦 (国立)
- 2007年8月22日 - A代表初得点 (キリンチャレンジカップ) -  カメルーン代表戦 (九石ド)

### 出場大会など
- U-20サッカー日本代表
  - 2000年 AFCユース選手権2000 (準優勝)
  - 2001年 2001 FIFAワールドユース選手権 (グループリーグ敗退)
- U-23サッカー日本代表
  - 2002年 トゥーロン国際大会 (3位)
  - 2004年 アテネオリンピック アジア地区最終予選
  - 2004年 アテネオリンピック  予備登録メンバー
- 日本代表
  - 2008年 東アジアサッカー選手権2008 (準優勝)

### 試合数
- 国際Aマッチ 13試合 5得点 (2006年 - 2010年)

| 日本代表 | 国際Aマッチ | 国際Aマッチ |
| 年       | 出場        | 得点        |
| -------- | ----------- | ----------- |
| 2006     | 1           | 0           |
| 2007     | 1           | 1           |
| 2008     | 10          | 4           |
| 2009     | 0           | 0           |
| 2010     | 1           | 0           |
| 通算     | 13          | 5           |

### 出場
| No. | 開催日         | 開催都市   | スタジアム                 | 対戦相手                 | 結果 | 監督             | 大会                   |
| --- | -------------- | ---------- | -------------------------- | ------------------------ | ---- | ---------------- | ---------------------- |
| 1.  | 2006年08月09日 | 東京都     | 国立霞ヶ丘競技場陸上競技場 | ブラジル                 | ○2-0 | イビチャ・オシム | キリンチャレンジカップ |
| 2.  | 2007年08月22日 | 大分県     | 大分スポーツ公園総合競技場 | カメルーン               | ○2-0 | イビチャ・オシム | キリンチャレンジカップ |
| 3.  | 2008年01月26日 | 東京都     | 国立霞ヶ丘競技場陸上競技場 | チリ                     | △0-0 | 岡田武史         | キリンチャレンジカップ |
| 4.  | 2008年01月30日 | 東京都     | 国立霞ヶ丘競技場陸上競技場 | ボスニア・ヘルツェゴビナ | ○3-0 | 岡田武史         | キリンチャレンジカップ |
| 5.  | 2008年02月06日 | 埼玉県     | 埼玉スタジアム2002         | タイ                     | ○4-1 | 岡田武史         | ワールドカップ予選     |
| 6.  | 2008年02月20日 | 重慶       |                            | 中華人民共和国           | ○1-0 | 岡田武史         | 東アジア選手権         |
| 7.  | 2008年02月23日 | 重慶       |                            | 韓国                     | △1-1 | 岡田武史         | 東アジア選手権         |
| 8.  | 2008年03月26日 | マナマ     |                            | バーレーン               | ●0-1 | 岡田武史         | ワールドカップ予選     |
| 9.  | 2008年05月27日 | 埼玉県     | 埼玉スタジアム2002         | パラグアイ               | △0-0 | 岡田武史         | キリンカップ           |
| 10. | 2008年06月07日 | マスカット |                            | オマーン                 | △1-1 | 岡田武史         | ワールドカップ予選     |
| 11. | 2008年06月22日 | 埼玉県     | 埼玉スタジアム2002         | バーレーン               | ○1-0 | 岡田武史         | ワールドカップ予選     |
| 12. | 2008年08月20日 | 北海道     | 札幌ドーム                 | ウルグアイ               | ●1-3 | 岡田武史         | キリンチャレンジカップ |
| 13. | 2010年04月07日 | 大阪府     | 長居陸上競技場             | セルビア                 | ●0-3 | 岡田武史         | キリンチャレンジカップ |

### ゴール
| # | 開催年月日    | 開催地     | 対戦国                   | 勝敗  | 試合概要                   |
| - | ------------- | ---------- | ------------------------ | ----- | -------------------------- |
| 1 | 2007年8月22日 | 日本、大分 | カメルーン               | ○ 2-0 | キリンチャレンジカップ2007 |
| 2 | 2008年1月30日 | 日本、東京 | ボスニア・ヘルツェゴビナ | ○ 3-0 | キリンチャレンジカップ2008 |
| 3 | 2008年1月30日 | 日本、東京 | ボスニア・ヘルツェゴビナ | ○ 3-0 | キリンチャレンジカップ2008 |
| 4 | 2008年2月20日 | 中国、重慶 | 中国                     | ○ 1-0 | 東アジアサッカー選手権2008 |
| 5 | 2008年2月23日 | 中国、重慶 | 韓国                     | △ 1-1 | 東アジアサッカー選手権2008 |

## タイトル・表彰
個人
- Jリーグ新人王：（2001年）
- 東アジアサッカー選手権得点王：（2008年）
- Jリーグ月間MVP（2013年7月）